# Francis N'Ganga
Francis N'Ganga   (Poitiers, 16 de juny de 1985) és un exfutbolista de la República del Congo de la dècada de 2010.
Fou internacional amb la selecció de futbol de la República del Congo. Pel que fa a clubs, destacà a Royal Charleroi SC.